# ТЕС Siddhirganj (EGCB)
23°41′6″ пн. ш. 90°30′59″ сх. д. / 23.68500° пн. ш. 90.51639° сх. д.
ТЕС Siddhirganj (EGCB) – теплова електростанція на південно-східній околиці Дакка, яка належить державній компанії Electricity Generation Company of Bangladesh (EGCB). 
В 2010 – 2011 роках на майданчику станції, розташованому на правому березі річки Шіталашк’я (Sitalakhya, рукав Брахмапутри, який приєднується до річки Дхалешварі неподалік від впадіння останньої у Мегхну) ввели в експлуатацію дві встановлені на роботу у відкритому циклі газові турбіни потужністю по 105 МВт. У 2018/2019 році їх фактична чиста паливна ефективність становила 25,1%.
А в 2018 – 2019 роках на іншому майданчику, розташованому за кілометр від першого, став до ладу парогазовий блок комбінованого циклу потужністю 335 МВт, в якому одна газова турбіна потужністю 2017 МВт живить через котел-утилізатор одну парову турбіну з показником 118 МВт.
Станція споживає природний газ, який може надходити по трубопроводах Тітас – Дакка та Бахрабад – Дакка.
Видача продукції відбувається по ЛЕП, розрахованій на роботу під напругою 230 кВ.
Можливо відзначити, що поряд з майданчиками EGCB працює ТЕС Siddhirganj компанії BPDB.